# За витриной универмага
«За витри́ной универма́га» — советский художественный фильм, комедия кинорежиссёра Самсона Самсонова, снятая в 1955 году.

## Сюжет
Швейная фабрика работает поточным методом и в том числе производит бракованную продукцию, поставляя её в универмаг. Заведующий секцией готового платья в универмаге Михаил Иванович Крылов вступает в конфликт с директором швейной фабрики Анной Андреевной Андреевой. Разгорается скандал. Но в скором времени в секции готового платья обнаруживается недостача. Анна Андреевна выручает Михаила Ивановича. Между ними возникает взаимная симпатия. Тем временем молодые сотрудники универмага организовывают собственное расследование, результатом которого становится разоблачение шайки преступников и полная реабилитация Крылова.

## В ролях
- Иван Дмитриев — Михаил Иванович Крылов, заведующий отделом готового платья
- Наталья Медведева — Анна Андреевна Андреева, директор швейной фабрики «Заря»
- Микаэла Дроздовская — Юля Петрова, продавец
- Олег Анофриев — Слава Сидоркин, комсорг отдела готового платья, продавец
- Светлана Дружинина — Соня Божко, продавец
- Анатолий Кузнецов — Семён Николаевич Малюткин, лейтенант милиции
- Георгий Шамшурин — Сергей Антонович Ефимов, директор универмага
- Валентина Данчева — Нина Николаевна Сергеева
- Борис Тенин — Егор Петрович Божко, отец Сони
- Наталья Ткачёва — Галина Петровна Божко, мать Сони
- Михаил Трояновский — Мартын Иванович Мазченко, продавец-жулик
- Нина Яковлева — Вера Ивановна Бричкина, заведующая справочным бюро
- Георгий Георгиу — Григорий Ильич Маслов, жулик
- Виктор Аркасов — сообщник Мазченко, жулик
- Василий Бокарев — инспектор торга
- Николай Граббе — Петухов, сотрудник ОРУДа, старшина милиции
- Никита Кондратьев — Клим Петрович Куропаткин, счетовод

## Съёмочная группа
- Режиссёр — Самсон Самсонов
- Сценаристы — Алексей Каплер, Самсон Самсонов
- Операторы — Фёдор Добронравов, Владимир Монахов
- Художники — Борис Чеботарёв, Леонид Чибисов
- Композитор — Александр Цфасман
- Консультант — Николай Строгов, директор ГУМа[1]

Мелодия из концовки фильма позже использовалась в качестве заставки к телепрограмме «Музыкальный киоск».

## Критика
Кинокритик Ростислав Юренев считал, что фильм «совершенно не смешон». Он утверждал: «Благие намерения можно было заметить в фильме С. Самсонова по сценарию А. Каплера „За витриной универмага“ ( повесть "Каменное сердце“). Однако назвать этот фильм комедией трудно, поскольку он совершенно не был смешон». «И в „Добром утре“, и в фильме „За витриной универмага“, — писал критик, — режиссура оказалась слабее драматургии, тоже не блещущей особыми достоинствами».